# 小田原豊
小田原 豊（おだわら ゆたか、1963年2月6日 - ）は、埼玉県浦和市（現：さいたま市）出身のドラマー・プロデューサー。血液型はB型。

## 経歴
1982年、平井豊、根岸孝旨、小田原豊の３人でロックバンド「POW!」を結成（当初はKIDSというバンド名だった）。
1985年にPOW!とレベッカとの対バンがきっかけで、レベッカに3代目ドラマーとして加入。
1988年、レベッカ在籍時、自身がリーダーを務めたバンド「TRAUMA」を始動。メンバーは小田原豊（ドラムス）、元TENSAWの横内健亨（ギター）、六川正彦（ベース）。一度きりのライブ、一枚のアルバムをリリースしたのち長期活動休止した。
1989年、織田哲郎が結成したTOUGH BANANAに参加。
1991年のレベッカの解散後、宮原学らと結成したBABY'S BREATHに参加の他、主にはスタジオ・ミュージシャンとして活動しており、桑田佳祐、松任谷由実、浜田省吾、佐野元春、尾崎豊、斉藤和義、ゆず、徳永英明、倉木麻衣等のレコーディングやライブに参加している。
1999年、織田哲郎が結成したDON'T LOOK BACKに参加。
2009年6月、宮原学、ROGUEの西山史晃と共にKISSAMAを結成。
2013年7月28日、高円寺Show Boatにて一夜限りのTRAUMA復活ライブ。
2014年7月3日、高円寺Show BoatにてTRAUMAワンマンライブを開催。
2015年1月18日、高円寺Show Boatにて雷怒音との対バンライブ開催。
2015年、レベッカ再結成。8月12日・13日、11月29日、レベッカ再結成ライブ『Yesterday, Today, Maybe Tomorrow』に参加。
2015年、6月16日、神戸チキンジョージ、6月24日、東京・下北沢GARDENの2会場にて織田哲郎PRESENTS「Chilly! Silly! Flying Party」に参加。
2017年、7月～9月、レベッカ全国ツアー「REBECCA LIVE TOUR 2017」参加。
2018年2月28日、「TRAUMA」再発売。同10月23日「TRAUMA」再発売記念ライブ開催。

## 在籍バンド
- レベッカ（1985年 - 1991年、1995年、1999年 - 2002年、2015年 -）
- TRAUMA（1988年、2013年 -） - 六川正彦、元TENSAWの横内健亨と結成
- TOUGH BANANA（1989年） - 織田哲郎、江川ほーじん、小島良喜と結成
- BABY'S BREATH（1991年 - 1992年） - 宮原学、是永巧一、柴田俊文と結成
- The Hobo King Band（1996年 - 2001年）
- DON'T LOOK BACK（1998年 - 1999年） - 織田哲郎、美久月千晴、古村敏比古と結成
- SEVEN（1999年） - 伊藤広規、斉藤和義と結成
- KISSAMA（2009年 - ） - 宮原学、ROGUEの西山史晃と結成

## 参加作品

### あ行
- アナム&マキ
  - 『ゴッタ』
- 有安杏果（ももいろクローバーZ）
  - 「心の旋律」
- ANDY'S
  - 「FREEDOM」
- 井上陽水
  - 『ハンサムボーイ』
- 稲垣潤一
  - 「君の瞳はそのままに」
- 上坂すみれ
  - 「七つの海よりキミの海」
- ENOZ
  - 『Imaginary ENOZ featuring HARUHI』
- 大黒摩季
  - 『LUXURY 22-24pm』
- 織田哲郎
  - 『Candle In The Rain』
- 織田哲郎&大黒摩季
  - 「憂鬱は眠らない」

### か行
- Kalafina
  - 『After Eden』
- 来生たかお
  - 『LABYRINTH II』
- 吉川晃司
  - 『LUNATIC LION』
- The KIX・S
  - 『Sunrise』
- KinKi Kids
  - 「アプリシエ」
- 杏子
  - 『BLACKTHORN CIDER』
- GRASS VALLEY
  - 『at GRASS VALLEY』
- 桑田佳祐
  - 『孤独の太陽』
  - 『ROCK AND ROLL HERO』
  - 「NUMBER WONDA GIRL 〜恋するワンダ〜」
  - 「声に出して歌いたい日本文学 <Medley>」
  - 「HONKY JILL 〜69（あいなめ）のブルース〜」
  - 『がらくた』
- KOH+
  - 「KISSして」
- 小柳ゆき
  - 『buddy』

### さ行
- 斉藤和義
  - 『Collection "B" 1993〜2007』
  - 『45 STONES』
- 佐野元春
  - 『FRUITS』
  - 『THE BARN』
- ZABADAK
  - 『ウェルカム・トゥ・ザバダック』
- SION
  - 『SION comes』
- JUJU
  - 『Request』
- 鈴木雅之
  - 『FAIR AFFAIR』
- 涼宮ハルヒ（平野綾）
  - 「God knows…/Lost my music」

### た行
- 谷村新司
  - 「バサラ」
- 田原俊彦
  - 『MORE ELECTRIC』
  - 『PRESENTS 〜THE GREATEST HITS IN 15YEARS〜』
- CHAGE and ASKA
  - 『NO DOUBT』
  - 『DOUBLE』
- TM NETWORK
  - 『Humansystem』
- 辻仁成
  - 『君から遠く離れて』
- 寺岡呼人
  - 『the great escape』
  - 『LIVES』

### は行
- 浜田省吾
  - 音楽作品
    - 『EDGE OF THE KNIFE』
    - 「悲しみは雪のように (Single Version)」
    - 『その永遠の一秒に』
    - 『青空の扉 〜THE DOOR FOR THE BLUE SKY〜』
    - 『君に捧げるlove song』
    - 『初秋』
    - 『Thank You』
    - 『My First Love』
    - 『Dream Catcher』
    - 『ON THE ROAD 2011 "The Last Weekend"』
    - 『Journey of a Songwriter 〜 旅するソングライター』
    - 『The Moonlight Cats Radio Show Vol.1』
    - 『The Moonlight Cats Radio Show Vol.2』
    - 『凱旋門』
    - 『MIRROR/DANCE』

  - 映像作品
    - 『ON THE ROAD 2011 "The Last Weekend"』
    - 『ON THE ROAD 2015-2016 "Journey of a Songwriter"』
    - 『ON THE ROAD 2015-2016 旅するソングライター "Journey of a Songwriter"』
    - 『Welcome back to The 70's "Journey of a Songwriter" since 1975 「君が人生の時〜Time of Your Life」』
    - 『"100% FAN FUN FAN" ON THE AVENUE 2013「曇り時々雨のち晴れ」』
- 原由子
  - 「じんじん」
  - 『MOTHER』
  - 「涙の天使に微笑みを」
- 藤井フミヤ
  - 『エンジェル』
- 古内東子
  - 『Distance』
  - 『10stories』

### ま行
- 松任谷由実
  - 『深海の街』
- 宮原学
  - 『RUSH!!』
  - 『Manabu Miyahara〜The Double Clash!』
  - 「JAPAN」
  - 「I, MANABU MIYAHARA」
- ミドリカワ書房
  - 『家族ゲーム』
- ももいろクローバーZ
  - 『AMARANTHUS』
  - 「モノクロデッサン」
- 諸岡菜穂子
  - 『SPARKLE』

### や行
- 山下久美子
  - 『THE HEARTS』
- ゆず
  - 『WONDERFUL WORLD』
  - 『FURUSATO』
- 吉田拓郎
  - 『AGAIN』

### ら行
- ルーク篁
  - 『篁』

### わ行
- 渡辺美里
  - 『Lucky』
  - 『BIG WAVE』
  - 『Baby Faith』

## サウンドトラック
- 『稲村ジェーン』
- 『医龍 Team Medical Dragon 2 オリジナル・サウンドトラック』

## トリビュート・アルバム
- 『イエスタデイ・ワンス・モア〜TRIBUTE TO THE CARPENTERS〜』

## アニメ音楽
- みすて♡ないでデイジー（1997年）